# Grantessa sacca
Grantessa sacca är en svampdjursart som beskrevs av Lendenfeld 1885. Grantessa sacca ingår i släktet Grantessa och familjen Heteropiidae.
Artens utbredningsområde är havet kring Australien. Inga underarter finns listade i Catalogue of Life.